# The New Avengers
The New Avengers (De terugkeer van de wrekers) is een televisieserie die in 1976 en 1977 geproduceerd werd door The Avengers (Film and TV) Enterprises Ltd voor het ITV-netwerk. Het is een vervolg op de serie The Avengers uit de jaren 60 en was te zien in 120 landen. In Nederland werd de serie uitgezonden door de KRO.

## Verhaal
De serie pikt de avonturen op van John Steed (opnieuw gespeeld door Patrick Macnee) terwijl hij en zijn team van "wrekers" vechten tegen kwaadaardige krachten en wereldheerschappij. Terwijl Steed in de originele serie bijna altijd een vrouwelijke partner had, had hij in de nieuwe serie twee partners: topagent Mike Gambit (Gareth Hunt) en Purdey (Joanna Lumley), een voormalige stagiaire bij het Royal Ballet die een amalgaam was van veel van de beste talenten van Steeds vrouwelijke partners in The Avengers.
Het eerste seizoen bevatte verschillende afleveringen met sciencefictionthema's. Het nieuwe trio kreeg af te rekenen met schijndood ("The Eagle's Nest"), biologische oorlogvoering ("The Midas Touch"), robotica ("The Last of The Cybernauts...??"), geheugenoverdracht ("Three-Handed Game") en zelfs een gigantische rat ("Gnaws").
Ook enkele afleveringen in de tweede serie bevatten sciencefictionelementen, zoals een kunstmatig intelligente supercomputer ("Complex"), Russische soldaten die uit hun schijndood worden gehaald ("K is for Kill") en supermensen ("The Gladiators"). Andere afleveringen van dat seizoen hadden meer realistische verhaallijnen.

## Productie
The New Avengers werd ontwikkeld door de originele producenten Albert Fennell en Brian Clemens en was een gezamenlijke productie van het Verenigd Koninkrijk, Frankrijk en Canada. De meeste afleveringen werden opgenomen in Pinewood Studios.
Een van de redenen voor de toevoeging van het karakter Gambit was de vraag of Macnee, toen 53 jaar oud, de potentiële stunts en actiescènes zou aankunnen. Macnee was in staat om meer op de voorgrond te treden naarmate de serie vorderde door gewicht te verliezen om zijn atletisch vermogen te verbeteren en "bij te blijven" met zijn nieuwe partners.
Om de geplande 26 afleveringen te voltooien moest bijkomende financiering gezocht worden. Productiebedrijf Nielsen Ferns kwam aan boord, maar wilde begrijpelijkerwijs graag zijn thuisland promoten. Daarom werd in de laatste vier afleveringen, getiteld The New Avengers in Canada, de actie verplaatst naar Toronto. Deze afleveringen werden grotendeels door een lokale ploeg gefilmd en geproduceerd en worden over het algemeen als zeer zwak bestempeld.
De financiële problemen bleven aanhouden en de plannen voor een derde serie werden opgeborgen.

## Afleveringen

### Seizoen 1
| Afl. | Titel                           | Uitzenddatum     | Titel                      | Uitzenddatum     |
| ---- | ------------------------------- | ---------------- | -------------------------- | ---------------- |
| 1    | The Eagle's Nest                | 22 oktober 1976  | Het adelaarsnest           | 28 oktober 1976  |
| 2    | House of Cards                  | 29 oktober 1976  | De kaarten des doods       | 7 oktober 1976   |
| 3    | The Last of the Cybernauts...?? | 5 november 1976  | De laatste der Cybernauten | 21 oktober 1976  |
| 4    | The Midas Touch                 | 12 november 1976 | Midas                      | 14 oktober 1976  |
| 5    | Cat Amongst the Pigeons         | 19 november 1976 | Een kat tussen de duiven   | 11 november 1976 |
| 6    | Target!                         | 26 november 1976 | Doelwit                    | 30 december 1976 |
| 7    | To Catch a Rat                  | 3 december 1976  | Ratten vangen              | 4 november 1976  |
| 8    | The Tale of the Big Why         | 10 december 1976 | Het grote waarom           | 25 november 1976 |
| 9    | Faces                           | 17 december 1976 | Gezichten                  | 9 december 1976  |
| 10   | Gnaws                           | 21 december 1976 | Knabbelaars                | 23 december 1976 |
| 11   | Dirtier by the Dozen            | 7 januari 1977   | De verdwenen generaal      | 6 januari 1977   |
| 12   | Sleeper                         | 14 januari 1977  | Slaap                      | 16 december 1976 |
| 13   | Three-Handed Game               | 21 januari 1977  | De geheugenbank            | 2 december 1976  |

### Seizoen 2
| Afl. | Titel                                      | Uitzenddatum      | Titel                   | Uitzenddatum      |
| ---- | ------------------------------------------ | ----------------- | ----------------------- | ----------------- |
| 1    | Dead Men Are Dangerous                     | 9 september 1977  | Gevaarlijke lijken      | 17 oktober 1977   |
| 2    | Angels of Death                            | 16 september 1977 | Engelen van de dood     | 31 oktober 1977   |
| 3    | Medium Rare                                | 23 september 1977 | Het medium              | 10 oktober 1977   |
| 4    | The Lion and the Unicorn                   | 30 september 1977 | De eenhoorn             | 7 november 1977   |
| 5    | Obsession                                  | 7 oktober 1977    | Obsessie                | 24 oktober 1977   |
| 6    | Trap                                       | 14 oktober 1977   | De val                  | 29 september 1977 |
| 7    | Hostage                                    | 21 oktober 1977   | De gijzeling            | 3 oktober 1977    |
| 8    | K Is for Kill: Part One: The Tiger Awakes  | 28 oktober 1977   | De M van Moord (deel 1) | 14 november 1977  |
| 9    | K Is for Kill: Part Two: Tiger by the Tail | 4 november 1977   | De M van Moord (deel 2) | 21 november 1977  |
| 10   | Complex                                    | 11 november 1977  | Het complex             | 28 november 1977  |
| 11   | Forward Base                               | 18 november 1977  | De geheime basis        | 12 december 1977  |
| 12   | The Gladiators                             | 25 november 1977  | De gladiatoren          | 5 december 1977   |
| 13   | Emily                                      | 17 december 1977  | Emily                   | 19 december 1977  |